# David Wayne
Pour les articles homonymes, voir Wayne.
David Wayne, de son vrai nom James Wayne McMeekan, né le 30 janvier 1914 à Traverse City, Michigan (États-Unis) et mort d'un cancer le 9 février 1995 à Santa Monica, Californie (États-Unis), est un acteur américain.

## Biographie
Il a été Digger Barnes dans Dallas en 1978

## Filmographie

### Cinéma
- 1948 : Le Portrait de Jennie (Portrait of Jennie) de William Dieterle : Gus O'Toole
- 1949 : Madame porte la culotte (Adam's Rib) de George Cukor : Kip Lurie
- 1950 : Une rousse obstinée (The Reformer and the Redhead) de Melvin Frank et Norman Panama : Arthur Colner Maxwell
- 1950 : Stella de Claude Binyon : Carl Granger
- 1950 : Trois gosses sur les bras (My Blue Heaven) de Henry Koster : Walter Pringle
- 1951 : Deux GI en vadrouille de Alexander Hall : Joe
- 1951 : Rendez-moi ma femme (As Young as You Feel) de Harmon Jones : Joe Elliott
- 1951 : M de Joseph Losey : Martin W. Harrow
- 1952 : La Sarabande des pantins (O. Henry's Full House) de Henry Koster : Horace
- 1952 : Cinq mariages à l'essai (We're Not Married!) de Edmund Goulding : Jeff Norris
- 1952 : Un refrain dans mon cœur (With a Song in My Heart) de Walter Lang : Don Ross
- 1952 : Wait Till the Sun Shines, Nellie de Henry King : Ben Halper
- 1953 : Comment épouser un millionnaire (How to Marry a Millionaire) de Jean Negulesco : Freddie Denmark
- 1953 : La Folle Aventure (The I Don't Care Girl) : Ed McCoy
- 1953 : Tonight We Sing (en) de Mitchell Leisen : Sol Hurok
- 1953 :  Down Among the Sheltering Palms de Edmund Goulding : Lt. Carl G. Schmidt
- 1954 : Le Démon des eaux troubles (Hell and High Water), de Samuel Fuller : Tugboat Walker
- 1955 : Le Tendre Piège (The Tender Trap) de Charles Walters : Joe McCall
- 1956 : Les Collines nues (The Naked Hills) de Josef Shaftel (en) : Tracy Powell
- 1957 : Les Trois Visages d'Ève (The Three Faces of Eve) de Nunnally Johnson : Ralph White
- 1957 : P'tite tête de troufion (The Sad Sack) : Caporal Larry Dolan
- 1959 : La Colère du juste (The Last Angry Man), de Daniel Mann : Woodrow Thrasher
- 1961 : Anatomy of an Accident (Court-métrage) : John
- 1961 : Le Grand Risque (The Big Gamble) de Richard Fleischer : Samuel Brennan
- 1971 : Le Mystère Andromède (The Andromeda Strain) de Robert Wise : Dr Charles Dutton
- 1974 : Spéciale Première (The Front Page) : Bensinger
- 1975 : Le Gang des chaussons aux pommes : Col. T.R. Clydesdale
- 1979 : The Prize Fighter (en) : Pop Morgan
- 1984 : Cash-Cash : Stapleton
- 1987 : Opération survie : Dub Daniels

### Télévision
- 1950 : Studio One (série télévisée) : Jasper Hornby
- 1953 : Omnibus (série télévisée) : John Ferris
- 1955 : Norby (série télévisée) : Preston Norby
- 1956 : The Alcoa Hour (en) (série télévisée) : Homer Bolton
- 1957 : Alfred Hitchcock présente (série télévisée) : Sam Jacoby
- 1957 : Suspicion (série télévisée) : James Mennick
- 1957 : Playhouse 90 (série télévisée) : Dr Kirk Allen
- 1957 : The Dupont Show of the Month (en) (série télévisée) : Willis Reynolds
- 1957 : The Frank Sinatra Show (en) (série télévisée) : Joe Hearn
- 1959 : Alcoa Theatre (en) (série télévisée) : Maj. Gen. von Tresckow
- 1959 : The Strawberry Blonde (téléfilm) : Biff Grimes
- 1959 : La Quatrième dimension (The Twilight Zone) (série télévisée) : Walter Bedeker
- 1960 : Sunday Showcase (série télévisée) : Le diable
- 1960 : Overland Trail (en) (série télévisée) : Lt. Adam King
- 1960 : La Grande Caravane (Wagon Train) (série télévisée) : Shadrack Bennington
- 1961 : Outlaws (en) (série télévisée) : Darius Woodley / Roly McDonough
- 1961 : Alcoa Premiere (en) (série télévisée) : Frank Willoughby
- 1962 : Route 66 (série télévisée) : Caine
- 1962 : Naked City (série télévisée) : Herbert Konish
- 1962 : La Petite Maison de thé (The Teahouse of the August Moon) (téléfilm) : Sakini
- 1963 : Suspicion (série télévisée) : Andrew Anderson
- 1963 : Sam Benedict (en)' (série télévisée) : Eddie Jérome
- 1963 : The Dick Powell Show (en) (série télévisée) : Alex Johnson
- 1963 : Le Virginien (The Virginian) (série télévisée) : Martin Reese
- 1963 : Cowboys and the Tiger (téléfilm) : Le narrateur
- 1964 : L'Homme à la Rolls (Burke's Law) (série télévisée) : Al Devlin
- 1964 : Mr. Broadway (en) (série télévisée) : John Zeck
- 1966 : Lamp at Midnight (téléfilm) : Père Firenzuola
- 1966-1967 : Batman (série télévisée) : Le chapellier fou
- 1967 : CBS Playhouse (en) (série télévisée) : George Spears
- 1969 : Arsenic et vieilles dentelles (Arsenic and Old Lace) (téléfilm) : Teddy Brewster
- 1970 : The Boy Who Stole the Elephant (en) (téléfilm) : Colonel Rufus Ryder
- 1970 : Matt Lincoln (en) (série télévisée) : Doc
- 1971 : Les Règles du jeu (The Name of the Game) (série télévisée) : Emory Ward
- 1971 : Médecins d'aujourd'hui (Medical Center) (série télévisée) : Quentin Thayer
- 1971 : Night Gallery (série télévisée) : Dr Mill
- 1971-1972 : The Good Life (en) (série télévisée) : Charles Dutton
- 1972 : Sam Cade (série télévisée) : Harley
- 1972 : The Catcher (téléfilm) : Armand Faber
- 1972 : Les Rues de San Francisco (The Streets of San Francisco) (série télévisée) : Wally Sensibaugh
- 1972 : Banacek (série télévisée) : Walter Tyson
- 1973 : Mannix (série télévisée) : Boston
- 1973 : Faraday and Company (série télévisée) : Branigan
- 1973 : L'homme de fer (Ironside) (série télévisée) : Ian
- 1973 : The Brian Keith Show (en) (série télévisée) : Oncle Timothy
- 1973 et 1975 : Gunsmoke (série télévisée) : Juge Warfield / Reverend Byrne
- 1974 : Barney Miller (série télévisée) : E.J. Heiss
- 1974 : Hawaï police d'État (Hawaii Five-0) (série télévisée) : Horus
- 1974 : Barnaby Jones (série télévisée) : Raymond Lennox/Steele
- 1974 : Return of the Big Cat (téléfilm) : Grandpa Jubal
- 1974 : The F.B.I. Story: The FBI Versus Alvin Karpis, Public Enemy Number One (es) (téléfilm) : Maynard Richards
- 1975 : It's a Bird... It's a Plane... It's Superman (téléfilm) : Dr Abner Sedgwick
- 1975 : Adams of Eagle Lake (en) (téléfilm) : Capitaine Leighton
- 1975 : Phyllis (série télévisée) : Andrew Drake
- 1975 - 1976 : Ellery Queen, à plume et à sang (série télévisée) : Inspecteur Richard Queen
- 1976 : L'Aigle et le Vautour (Once an Eagle) (téléfilm) : Col. Terwilliger
- 1976 : Delvecchio (en) (série télévisée) : Jack Henderson
- 1977 : In the Glitter Palace (téléfilm) : Nate Redstone
- 1977 : The Hardy Boys/Nancy Drew Mysteries (téléfilm) : John Addams
- 1977 : Big Hawaii (série télévisée) : Derby O'Brian
- 1977 : Switch (série télévisée) : un danseur
- 1978 : Black Beauty (mini-série) : Mr. Dowling / Le narrateur
- 1978 : Family (en) (série télévisée) : James Lawrence
- 1978 : Loose Change (série télévisée) : Dr Moe Sinden
- 1978 : Murder at the Mardi gras (en) (téléfilm) : Mickey Mills
- 1978 : Lassie: A New Beginning (téléfilm) : Amos Rheams
- 1978 : Dallas (série télévisée) : Digger Barnes
- 1978 : The Gift of Love (téléfilm) : O'Henry et narrateur
- 1979 : An American Christmas Carol (en) (téléfilm) : Merrivale
- 1979 : The Girls in the Office (en) (téléfilm) : Ben Nayfack
- 1979 : Huit, ça suffit ! (Eigth is Enough) (série télévisée) : Matt
- 1979-1982 : House Calls (en) (série télévisée) : Dr Amos Weatherby
- 1983-1984 : Matt Houston (série télévisée) : Bill Houston
- 1983 et 1985 : La croisière s'amuse (The Love Boat) (série télévisée) : Dwight Scoffield / Mr. Marshall
- 1984 : Finder of Lost Loves (en) (série télévisée) : Professeue Wheeler
- 1984-1985 : Hôpital St Elsewhere (série télévisée) : Dr Georges Wyler
- 1985 : Arabesque (Murder She Wrote) (série télévisée) : Cyrus Leffingwell
- 1985 : Harry Fox, le vieux renard (série télévisée) : Jennings Hyde
- 1985 : Newhart (série télévisée) : Mr. Pittman
- 1986 : Trapper John, M.D. (en) (série télévisée) : Stanley Riverside Sr.
- 1986 : Les Craquantes (série télévisée) : Big Daddy
- 1987 : Poker Alice (en) (téléfilm) : Amos